# جون أغسطس ووكر
جون أغسطس ووكر (بالإنجليزية: John Augustus Walker)‏ هو رسام أمريكي، ولد في 1901، وتوفي في 1967.